# Одоево (Новгородская область)
Одоево — деревня в Марёвском муниципальном районе Новгородской области. Входит в Моисеевское сельское поселение (Новгородская область). .

## География
Деревня расположена на Валдайской возвышенности, на высоте 222 м над уровнем моря, к юго-востоку от Моисеева и Марёва.

## История
В списке населённых мест Демянского уезда Новгородской губернии за 1909 год погост Одоево и две усадьбы Одоево и Одоево (Трубицыно-Новоспасское) указаны, как относящиеся к Моисеевской волости уезда (1 стана 3 земельного участка). На погосте Одоево, что числился на церковной земле, была церковь и школа, указаны 22 жителя (9 мужчин и 13 женщин), число жилых строений — 5, в усадьбе Одоево, что была тогда на земле господина Шамшева, числилось 24 жителя (15 мужчин и 9 женщин), число жилых строений — 4; в усадьбе Одоево (Трубицыно-Новоспасское) на земле В. Ивкова, числилось 23 жителя (15 мужчин и 8 женщин), число жилых строений — 3.
До 31 июля 1927 года деревня в составе Моисеевской волости Демянского уезда Новгородской губернии РСФСР, а затем с 1 августа в составе новообразованного Молвотицкого района Новгородского округа Ленинградской области. С ноября 1928 года в составе вновь созданного Одоевского сельсовета. По постановлению ЦИК и СНК СССР от 23 июля 1930 года Новгородский округ был упразднён, а район перешёл в прямое подчинение Леноблисполкому. С 6 сентября 1941 года до 1942…1943 гг. Молвотицкий район был оккупирован немецко-фашистскими войсками. Указом Президиума Верховного Совета РСФСР от 19 февраля 1944 года райцентр Молвотицкого района был перенесён из села Молвотицы в село Марёво. Указом Президиума Верховного Совета СССР от 5 июля 1944 года была образована Новгородская область и Молвотицкий район вошёл в её состав.
Во время неудавшейся всесоюзной реформы по делению на сельские и промышленные районы и парторганизации, в соответствии с решениями ноябрьского (1962 года) пленума ЦК КПСС «о перестройке партийного руководства народным хозяйством» с 10 декабря 1962 года был образован крупный Демянский сельский район, а административный Молвотицкий район 1 февраля 1963 года был упразднён. Одоевский сельсовет тогда вошёл в состав Демянского сельского района. Пленум ЦК КПСС, состоявшийся 16 ноября 1964 года восстановил прежний принцип партийного руководства народным хозяйством, после чего Указом Верховного Совета РСФСР от 12 января 1965 года сельские районы были преобразованы вновь в административные районы и решением Новгородского облисполкома № 6 от 14 января 1965 года Одоевский сельсовет и деревня в Демянском районе. В соответствие решению Новгородского облисполкома № 706 от 31 декабря 1966 года Одоевский сельсовет и деревня из Демянского района были переданы во вновь созданный Марёвский район. Решением Новгородского облисполкома № 720 от 29 декабря 1976 г. Одоевский сельсовет был упразднён, а деревня Одоево была передана в Марёвский сельсовет.
В соответствии с решением Новгородского облисполкома № 392 от 12 сентября 1984 года деревня вошла в состав новообразованного Моисеевского сельсовета с центром в деревне Моисеево. По результатам муниципальной реформы деревня входит в состав муниципального образования — Моисеевское сельское поселение Марёвского муниципального района (местное самоуправление), по административно-территориальному устройству подчинена администрации Моисеевского сельского поселения Марёвского района.

## Население
| 2010 | 2011 | 2012 | 2013 | 2014 | 2015 | 2016 |
| ---- | ---- | ---- | ---- | ---- | ---- | ---- |
| 6    | ↗8   | ↗11  | ↘10  | ↘9   | →9   | ↘8   |

## Инфраструктура
В деревне одна улица — Парковая.

## Достопримечательности
Близ деревни — памятник природы (с 1996 года): каньон реки Марёвки.